# Castelleone di Suasa
Castelleone di Suasa és un comune (municipi) de la província d'Ancona, a la regió italiana de les Marques. A 1 de gener de 2019 la seva població era de 1.588 habitants.
Castelleone di Suasa limita amb els següents municipis: Arcevia, Barbara, Corinaldo, Ostra Vetere i San Lorenzo in Campo.

## Llocs d'interès
- El palau Compiano-Della Rovere, seu del museu arqueològic, està situat al centre històric. Té un bell portal del segle xvi i un preciós pati.
- L'església dels sants Pere i Pau, de la segona meitat del segle xvi. Acull una obra atribuïda a Viviani (s. XVI) i una signada per Ascanio Casola (1674).

Fora de la ciutat hi ha la capella rural de San Martino, on es mostra una antiga pintura d'Ercole Ramazzani (segle xvi).